# Приморское городское поселение (Приморский край)
Приморское городско́е поселе́ние — городское поселение в Хасанском районе Приморского края.
Административный центр — пгт Приморский.

## История
Статус и границы городского поселения установлены Законом Приморского края от 6 декабря 2004 года № 187-КЗ «О Хасанском муниципальном районе»

## Границы поселения
Восточная граница Приморского городского поселения проходит от бухты Мелководная (в 0,7 км на восток от высоты с отметкой 217,2), далее - по побережью бухты Мелководная, Амурского залива до пересечения автомобильных дорог Приморский - Перевозная - Кедровый. Далее граница идет на запад вдоль дороги до развилки автомобильных дорог Сухая Речка - Кедровый. От развилки граница идет на север вдоль железной дороги до моста. Далее - 0,25 км на запад, потом - 0,25 км на юго-запад и 0,375 км на юг до развилки железной дороги. Далее - вдоль железной дороги до высоты с отметкой 70,1, затем - на северо-запад вдоль границы Заповедника "Кедровая Падь" до пересечения ее с автомобильной дорогой А-189 Раздольное - Хасан. Далее - вдоль автомобильной дороги А-189 Раздольное - Хасан до точки, расположенной в 0,37 км на юго-восток от высоты с отметкой 216,2 и в 0,3 км на юг от высоты с отметкой 236,2 - вершина горы Муравьиная. Далее граница идет по северной границе заповедника через высоты с отметками 157,8; 133,4 до автомобильной дороги Барабаш - Приморский. Далее - вдоль дороги до автомобильного моста, затем - на северо-восток вдоль железной дороги до точки, расположенной на побережье бухты Мелководная, в 0,7 км на восток от высоты с отметкой 217,2.

## Население
| 2009  | 2010  | 2011  | 2012  | 2013  | 2014  | 2015  |
| ----- | ----- | ----- | ----- | ----- | ----- | ----- |
| 1308  | ↗2241 | ↘2223 | ↘2141 | ↘2080 | ↘2024 | ↘2007 |
| 2016  | 2017  | 2018  | 2019  | 2020  | 2021  |       |
| ↘1969 | ↘1949 | ↘1910 | ↘1857 | ↘1842 | ↘1412 |       |

## Состав городского поселения
В состав городского поселения входит 1 населённый пункт:
| № | Населённый пункт | Тип населённого пункта  | Население |
| - | ---------------- | ----------------------- | --------- |
| 1 | Приморский       | посёлок городского типа | ↘1214     |

## Местное самоуправление
Администрация
Адрес: 692710, пгт Приморский, ул. Центральная 46-Б. Телефон: 8 (42331) 54-3-30
Глава администрации
- Тихомиров Юрий Александрович